# ル・バール＝シュル＝ルー
ル・バール＝シュル＝ルー （Le Bar-sur-Loup）は、フランス、プロヴァンス＝アルプ＝コート・ダジュール地域圏、アルプ＝マリティーム県のコミューン。1961年3月27日のデクレによって、ル・バールからル・バール＝シュル＝ルーに正式に変更された。

## 地理
コミューンの名ともなっているルー（Loup）は、町を横切ってヴィルヌーヴ＝ルベ付近で地中海に注ぐ、沿岸河川の名称である。

## 経済
香水製造のマヌ社は、グラースに近いル・バール＝シュル＝ルーに本社および工場を置いている。

## 歴史
ランボー・ド・グラース（1351年頃没）は、騎士でありル・バール領主であった。彼はプロヴァンスの大都市で地位を得た。1322年、彼はムアンの土地の一部を女領主ボーラから買い取っている。1328年、彼は皇帝ルイ・ド・バヴィエールに対抗するロベール王の息子シャルルの下で傭兵となった。
ジョヴァンナ1世の死後に生じた危機のさなか、バール領主はルイ・ダンジューに対抗したシャルル・ド・デュラスを支持していた。1386年にアンジュー家側によってグラース出兵が引き起こされると、彼は立場を変え、新しいアンジュー公ルイ2世に忠誠を誓った。
ル・バール＝シュル＝ルー近郊の村落では、有名な水道橋の残骸を見ることができる。1940年に工事が始まり、1942年に完成した橋は、第二次世界大戦中に侵攻して来たドイツ軍が、戦争末期に退却する際に破壊されている。

## 人口統計
| 1962年 | 1968年 | 1975年 | 1982年 | 1990年 | 1999年 | 2006年 | 2012年 |
| ------ | ------ | ------ | ------ | ------ | ------ | ------ | ------ |
| 1501   | 1647   | 1691   | 2043   | 2465   | 2543   | 2726   | 2926   |

source=1999年までLdh/EHESS/Cassini、2004年以降INSEE

## 史跡
- サン・ジャック・ル・マジュール教会
- グラース伯の城 - 13世紀
- サラシーヌ門 - 別名オピタル門。保存されている城壁のうち唯一つの門

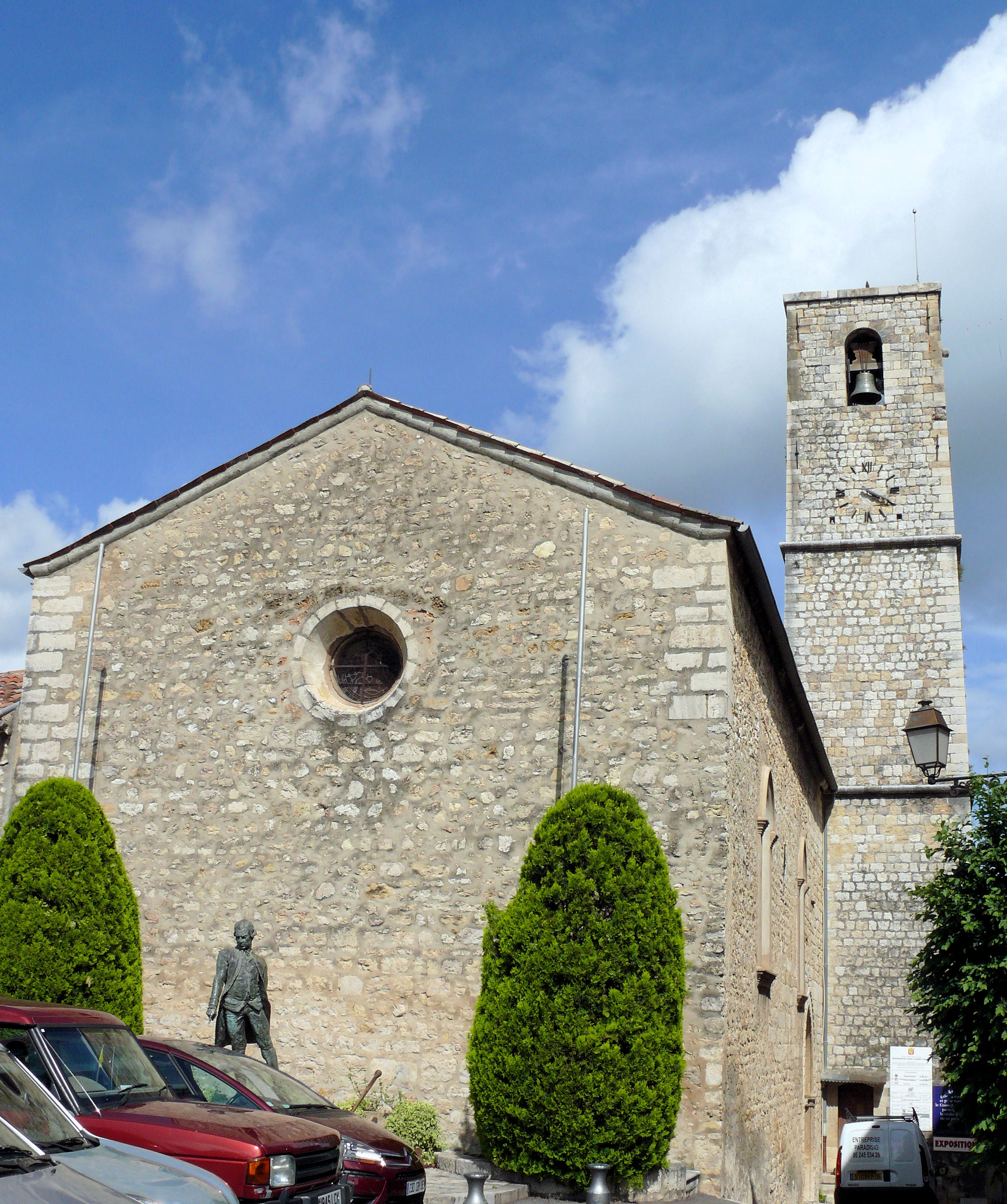
サン・ジャック・ル・マジュール教会
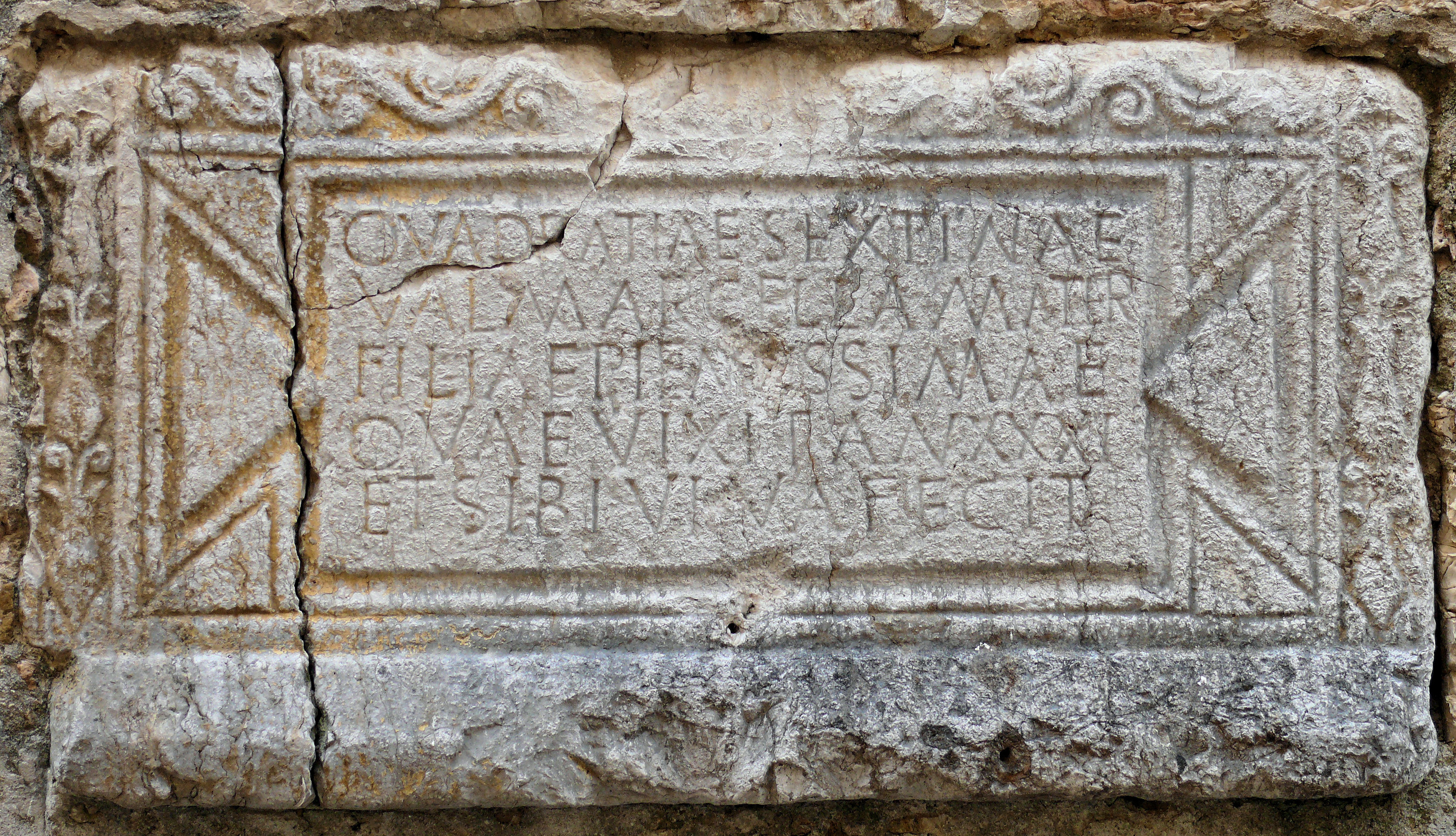
教会の壁に刻まれたロマネスク様式のプラーク
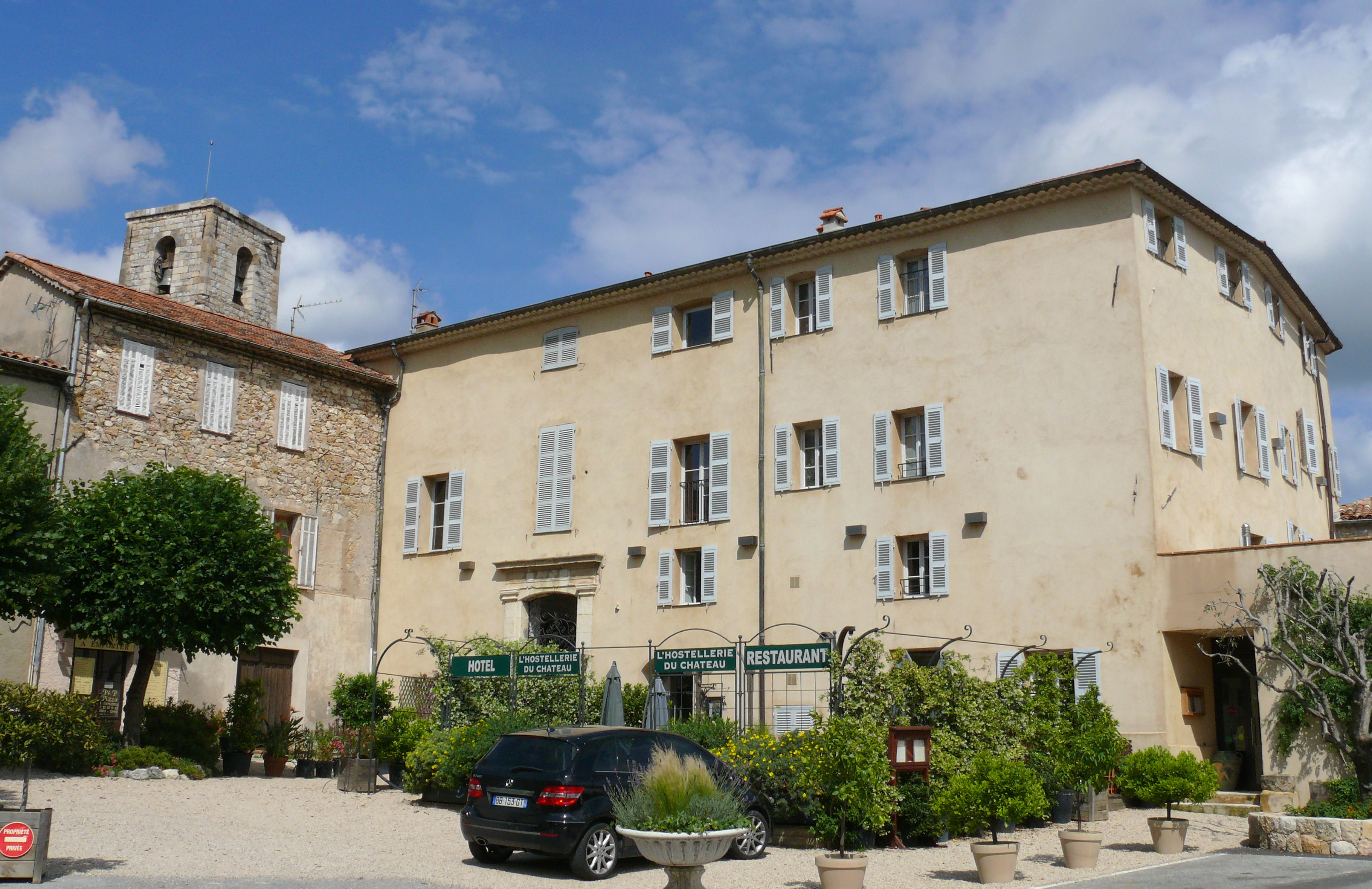
グラース伯の城
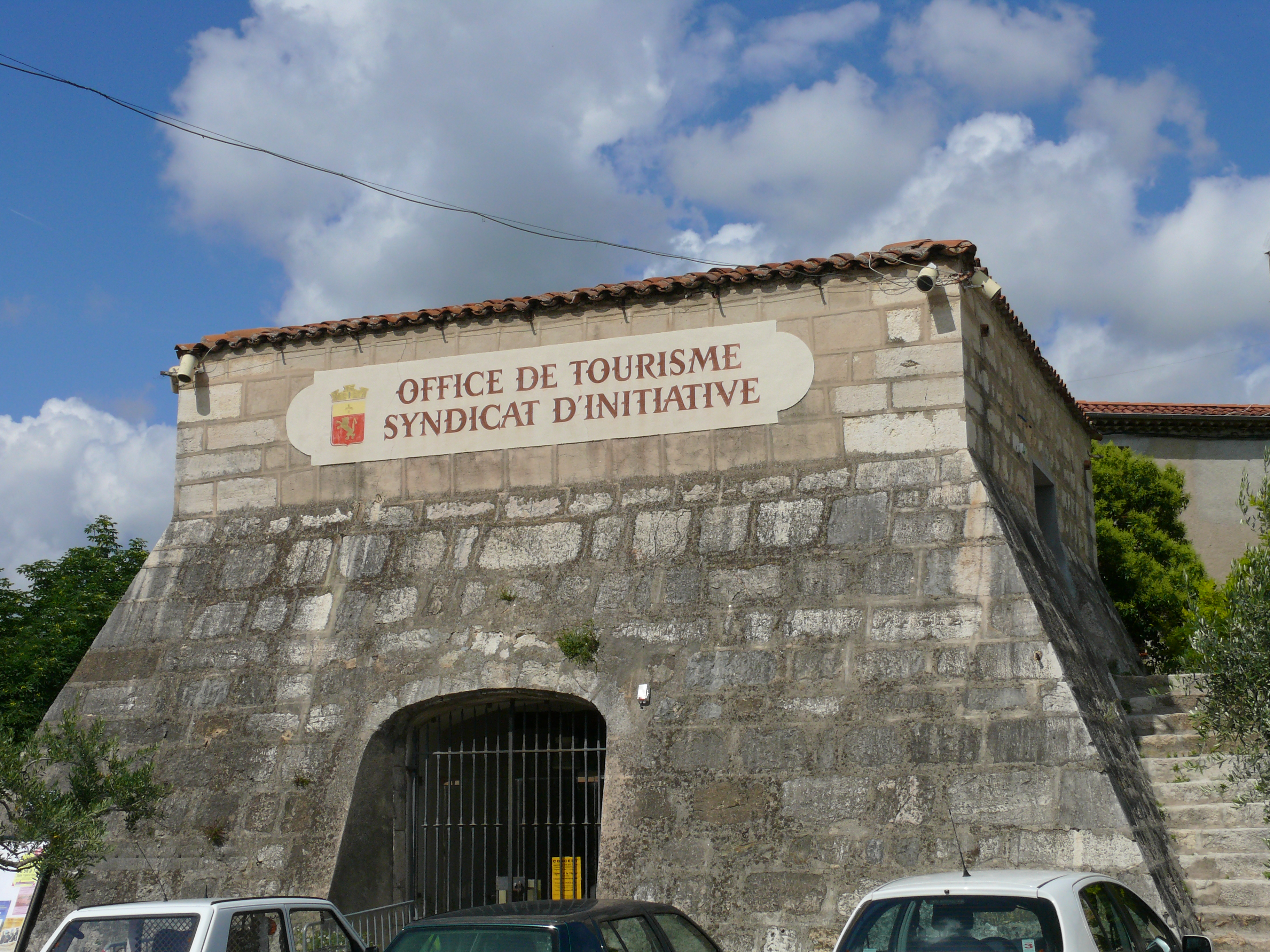
かつてのダンジョンの基礎部分
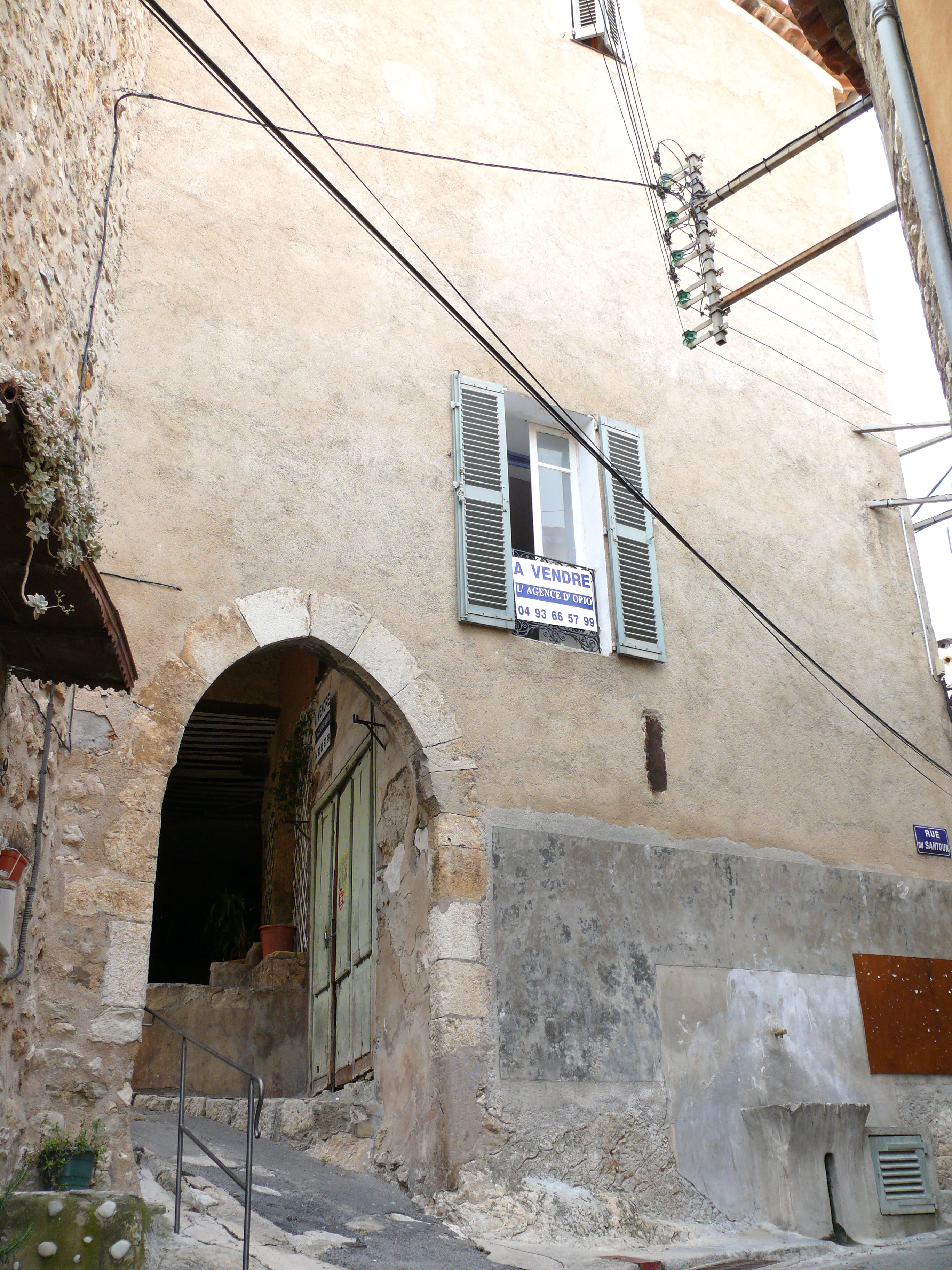
サラシーヌ門
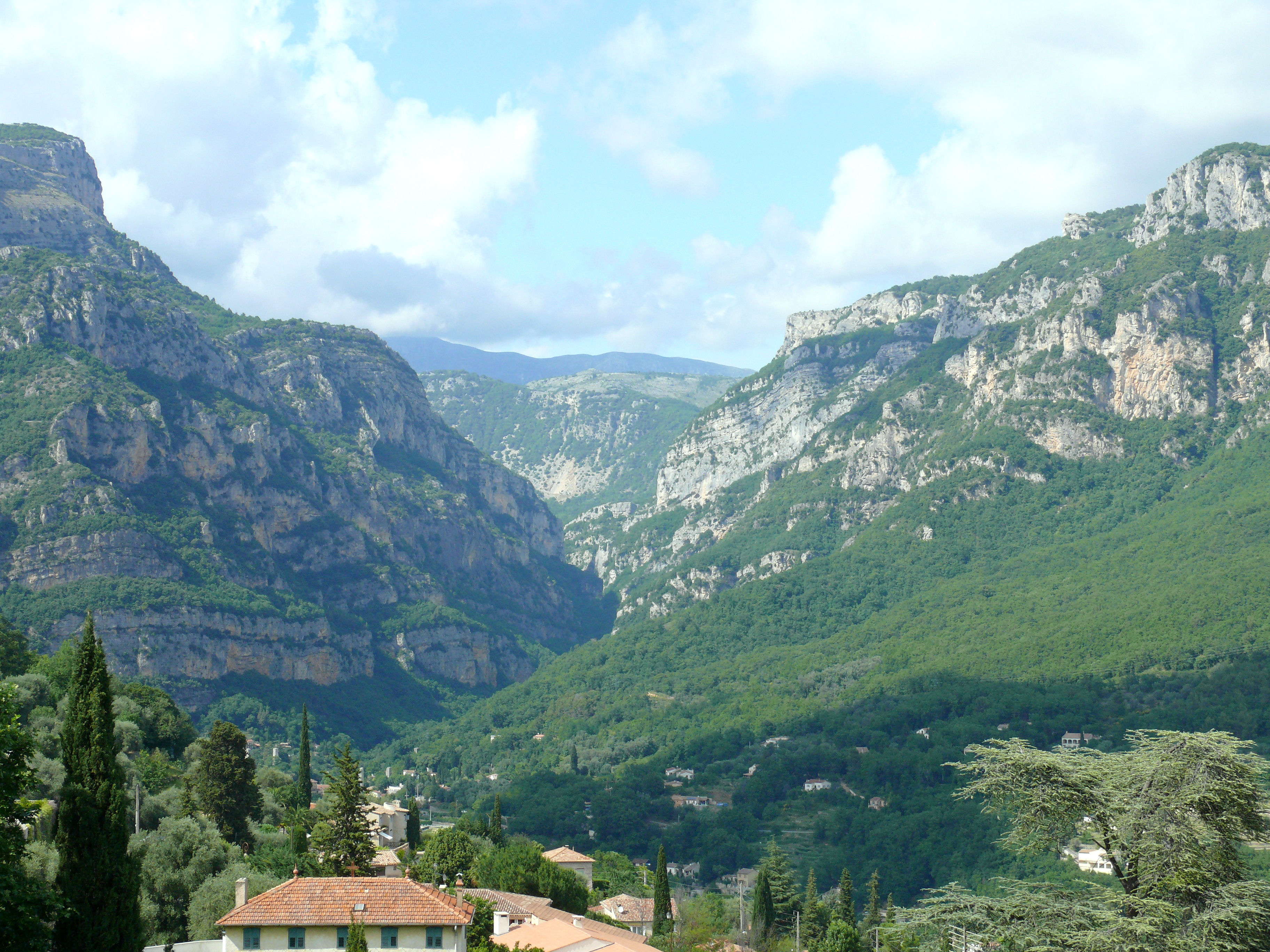
ルー川の渓谷

## 姉妹都市
- ポコソン (バージニア州)、アメリカ合衆国

## ゆかりの人物
- フランソワ・ド・グラス